# Felipe Pardo y Aliaga
Felipe Pardo y Aliaga (11 de juny de 1806, Lima - 25 de desembre de 1868, Lima) fou un poeta satíric, dramaturg, advocat i polític peruà. Pertanyia a l'elit aristocràtica de Lima, fou, amb Manuel Ascencio Segura, el representant més important del costumisme als inicis de la literatura peruana republicana. Examinà i jutjà amb severitat la realitat peruana a través de comèdies i articles costumistes; entre aquests últims el més celebrat i recordat és el titulat Un viatge. Fou un crític sever dels costums populars que considerava bàrbars i repel·lents. També orientà les seves crítiques cap a les pràctiques polítiques, la manca de civisme i l'ambició personalista dels seus governants. Fou un convençut que mitjançant la literatura es podia aconseguir el canvi del país. Participà a l'agitada vida política peruana després de la independència, defensant sempre les causes conservadores. Arribà a ser diplomàtic i ministre dels presidents Felipe Santiago Salaverry, Manuel Ignacio de Vivanco i Ramón Castilla.

## Obres literàries
La seva obra conté lírica, èpica, sàtira i crítica de costums, obres teatrals, comèdies, obres en prosa com articles de costums.

### Poesia

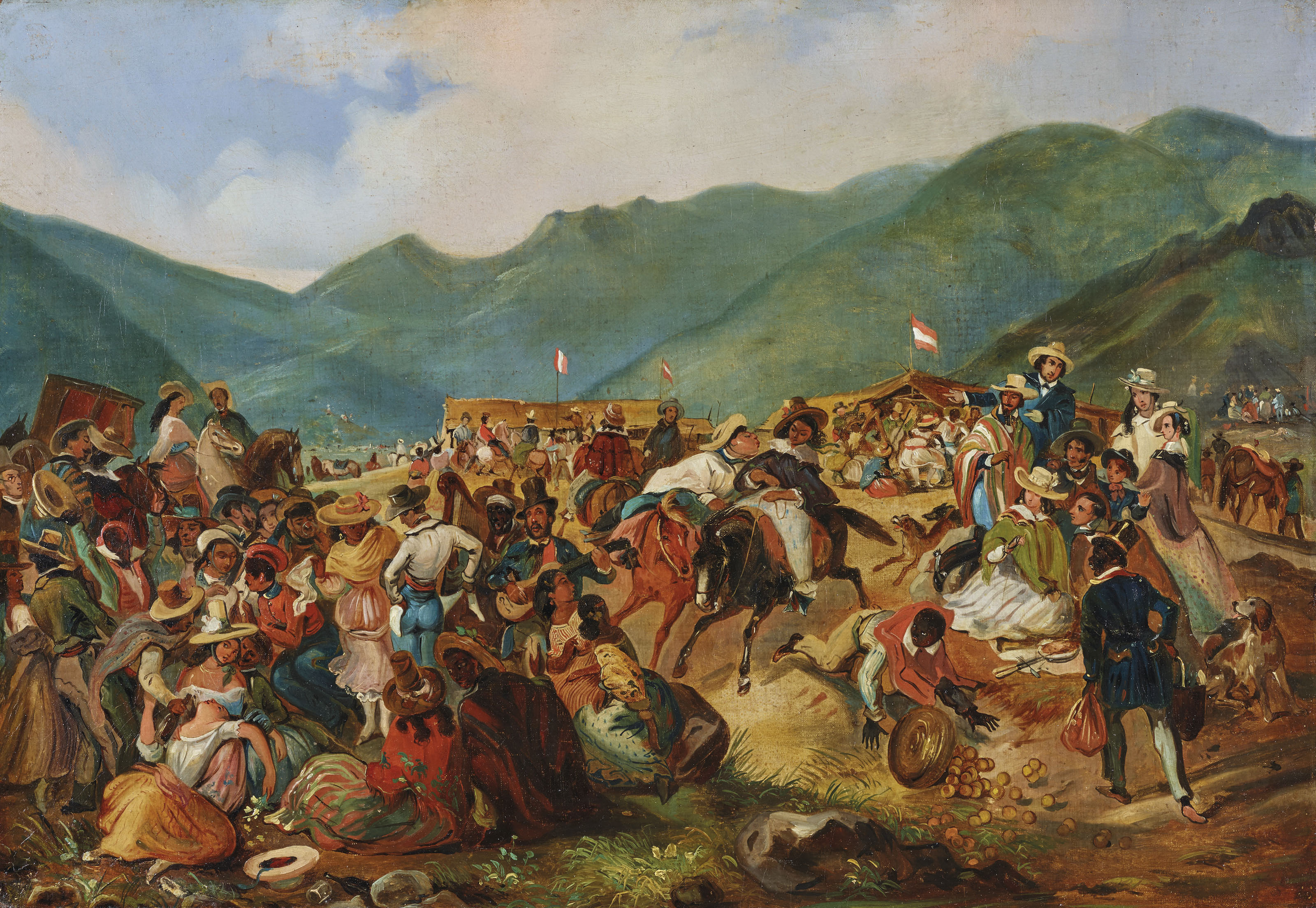
Festa de Sant Joan a Amancaes. Lima, 1843.

Algunes de les seves obres poètiques més conegudes són:
- El carnaval de Lima (1829), letrilla costumista, on condemna els excesos d'aquesta celebració tradicional.
- La jeta del guerrero (1835), inclòs en un volum petit de poesies satíriques titulat La Jeta, poesia satírica on ridiculitza la figura física i moral del cabdill Andrés de Santa Cruz.
- La nariz (conjunt de poesies compilades per Alberto Tauro del Pino el 1957), poesia satírica.
- Los paraísos de Sempronio
- El ministro y el aspirante, poesia satírica.
- A mi levita, poesia satírica.
- Qué guapo chico, poesia satírica.
- Corrida de toros, letrilla costumista. És una crítica a l'anomenada festa brava i els desordres que solia provocar.
- La lámpara (1844), poema dedicat al seu amic, el general Manuel Ignacio de Vivanco.
- A mi hijo en sus días (1855), epigrama dedicat al seu fill, Manuel Pardo, quan va fer la majoria d'edat.
- Vaya una República. Epístola satírica, més coneguda com a Epístola a Delio (1856), poesia cívica.
- El Perú (1856), poesia cívica. És un extens poema descriptiu, laudatori i didàctic.
- Constitución Política (1859), publicada primer a El espejo de mi tierra i ampliada després en un volum amb les seves poesies, poesia cívica. És una descripció obscura de la realitat política i tradueix el pensament de tota la seva vida.

### Teatre
Han arribat tres obres còmiques de Felipe Pardo:
- Frutos de la educación, comèdia en tres actes i en vers, estrenada el 6 d'agost de 1830.
- Una huérfana en Chorrillos
- Don Leocadio y el aniversario de Ayacucho, estrenada el desembre de 1833

Dentro del género teatral escribió tres comedias: